# Frederic Austin
Frederic Austin, född 30 mars 1872, död 10 april 1952, var en engelsk sångare (baryton) och tonsättare.
Austin bearbetade John Gays och Johann Christoph Pepuschs The beggar's opera från 1728, som efter 1920 i Austins bearbetning gavs varje spelafton tre år i sträck. Han utgav, arrangerade och delvis nykomponerade musiken till Gays andra balladopera, Polly (1922), och upplivade därmed intresset för rokokooperan i England. En orkesterrapsodi Våren, den symfoniska dikten Isabella, en symfoni i E-dur samt sånger med orkester och pianoverk betecknar annars hans förnämsta insatser som tonsättare.
Frederic Austin var bror till tonsättaren Ernest Austin.